# Kolkilamp
Kolkilamp är en sjö i Ockelbo kommun i Gästrikland och ingår i Gavleåns huvudavrinningsområde. Sjön har en area på 0,131 kvadratkilometer och ligger 287 meter över havet. Sjön avvattnas av vattendraget Hennaporusbäcken.

## Delavrinningsområde
Kolkilamp ingår i det delavrinningsområde (674647-153197) som SMHI kallar för Mynnar i Gavleåns vattendragsyta. Medelhöjden är 273 meter över havet och ytan är 11,56 kvadratkilometer. Det finns inga avrinningsområden uppströms utan avrinningsområdet är högsta punkten. Hennaporusbäcken som avvattnar avrinningsområdet har biflödesordning 2, vilket innebär att vattnet flödar genom totalt 2 vattendrag innan det når havet efter 86 kilometer. Avrinningsområdet består mestadels av skog (91 procent). Avrinningsområdet har 0,13 kvadratkilometer vattenytor vilket ger det en sjöprocent på 1,1 procent.